# Császár Gyöngyi
Császár Gyöngyi (Budapest, 1956. augusztus 22. – Szolnok, 2014. október 7.) Aase-díjas magyar színésznő, a szolnoki Szigligeti Színház örökös tagja.

## Pályafutása
Tanulmányait 1977–78-ban a 25. Színház stúdiójában, 1978 és 1981 között a Népszínház Stúdiójában végezte, ezt követően a Szegedi Nemzeti Színház tagja lett 1981-ben. 1982 és 1986 között a zalaegerszegi Hevesi Sándor Színháznál játszott, majd 1986-ban került a szolnoki Szigligeti Színházhoz, ahol a társulat örökös tagja volt. Főként karakterszerepekben és drámai hősnőként láthatta a közönség.

## Színházi szerepei
- William Shakespeare: Romeo és Júlia.... Júlia; Montague-né
- William Shakespeare: Szeget szeggel.... Marianna, Angelo menyasszonya
- William Shakespeare: Ahogy tetszik.... Juci, parasztlány
- William Shakespeare: Vízkereszt, vagy amit akartok.... Mária, Olivia komornája
- William Shakespeare: Szentivánéji álom.... Heléna
- William Shakespeare: Sok hűhó semmiért.... Margaréta, Hero kísérő hölgye
- William Shakespeare: Othello.... Velence hercege
- Niccolò Machiavelli: Mandagóra.... Lucrezia
- Molière: A fösvény.... Fruzsina, házasságszerző
- Carlo Goldoni: Chioggiai csetepaté.... Pasqua
- Carlo Goldoni: A szerelmesek.... Lisetta, Fabrizio szobalánya
- Friedrich Schiller: Ármány és szerelem.... Millerné
- Friedrich Schiller: Stuart Mária.... Hanna Kennedy, Mária dajkája
- Pierre-Augustin Caron de Beaumarchais: Figaró házassága.... Zsuzsi, a grófné első komornája, Figaro menyasszonya
- Heinrich von Kleist: Az eltört korsó.... Márta asszony
- Szophoklész: Antigoné.... Iszméné
- Arisztophanész: Lüszisztráté.... Csipaphrodité
- Bertolt Brecht: Baal.... I. nő; Emilie, a szubrett; Maja, a háziasszony
- Bertolt Brecht: Kurázsi mama és gyermekei.... Kattrin
- Bertolt Brecht: A szecsuáni jólélek.... Sin özvegyasszony
- Anton Pavlovics Csehov: Cseresznyéskert.... Varja
- Anton Pavlovics Csehov: A meggyeskert.... Ranyevszkaja
- Anton Pavlovics Csehov: Ivanov.... Avdotya Nazarovna, bizonytalan foglalkozású
- Nyikolaj Vasziljevics Gogol: Háztűznéző.... Arina Pantyelejmonovna, Agafja nagynénje
- Nyikolaj Vasziljevics Gogol: A revizor.... Posljopkina, lakatosné
- Makszim Gorkij: Örökösök (Vassza Zseleznova).... Natalja
- Friedrich Dürrenmatt: Angyal szállt le Babilonba.... Tabtum
- Eugene O’Neill: Utazás az éjszakába.... Mary Cavan Tyrone
- Arthur Miller: A salemi boszorkányok.... Rebecca Nurse
- Henrik Ibsen: Ha mi holtak feltámadunk.... Maja, Rubek felesége
- Oscar Wilde: Bunbury.... Miss Prism, nevelőnő
- Peter Shaffer: Amadeus.... Teresa Salieri
- John Whiting: Az ördögök.... Gabriella nővér
- Brian Friel: Pogánytánc.... Maggie
- John Millington Synge: A nyugati világ bajnoka.... Özvegy Quinné, harminc körüli asszony
- Lope de Vega: A kertész kutyája.... Marcela, Diana szolgálója
- Carlo Gozzi: Turandot, a kínai hercegnő.... Zelima, Turandot szolgálólánya
- Franz Kafka – Fodor Tamás: A kastély.... Pepi, Frida utóda az 'Udvarház'-ban
- William Somerset Maugham – Nádas Gábor – Szenes Iván: Imádok férjhez menni.... Shuttleworthné; Mrs. Pogson, szakácsnő
- William Somerset Maugham – Verebes István: Színház.... Evie Mcgeer
- Noël Coward: Vidám kísértet.... Madame Arcati
- Terrence McNally – David Yazbek: Alul semmi.... Susan Hershey, Pam és Georgie barátnője
- Henry Fielding – Laurie Johnson – Bernard Miles – Lionel Bart: Lakat alá a lányokkal.... Hanczur Hilda
- Frank L. Baum – Tamássy Zdenko: Óz, a nagy varázsló.... A gonosz boszorkány
- Arthur Schnitzler – Böhm György – Prekop Gabriella: A Zöld Kakadu.... Nenette, szolgáló
- Arthur Schnitzler: Körtánc.... A szobalány
- José Triana: Gyilkosok éjszakája.... Fela
- Misima Jukio: Sade márkiné.... Saint-Fond grófnő
- Nell Dunn: Gőzben.... Violet
- Harold Pinter: Az eltűnt idő nyomában.... Françoise
- Stanisław Wyspiański: Novemberi éj.... Démétér
- Pier Paolo Pasolini – Vörös Róbert: Holnap érkezem.... Emília, a cselédlány
- Federico Fellini - Kiss József: Országúton.... Mama
- Franz Arnold: Apa csak egy van?.... Clothilde
- Dan Goggin: Apácák.... Mária Regina, főnökasszony
- Robert Harling: Szépségszalon.... Clairee
- Georges Feydeau: Osztrigás Mici.... Matilde du Clé
- Georges Feydeau: Bolha a fülbe.... Lucienne Hommenides de Histangua
- Neil Simon: A napsugár fiúk.... Ápolónő
- Ray Cooney: A miniszter félrelép.... A szobalány
- Harvey Fierstein: Őrült nők ketrece.... Hanna
- Jacques Offenbach: Szép Heléna.... Leoena, hetéra
- Martin McDonagh: A kripli.... Eileen néni
- John Kander – Fred Ebb: Chicago.... Hunyak
- Richard Harris: Csupa balláb.... Rose
- Joseph Stein – Jerry Bock: Hegedűs a háztetőn.... Sandel, Mótel anyja
- Charles Dickens – Lionel Bart: Oliver!.... Mrs. Corney, a Dologház igazgatónője; Sally, felügyelőnő
- Jack Popplewell – Robert Thomas: A szegény hekus esete a papagájjal.... Virgine Renoir, gépírónő
- Csiky Gergely: A nagymama.... Timár Karolin
- Kisfaludy Károly: Kérők.... Lidi
- Vörösmarty Mihály: Csongor és Tünde.... Ledér
- Katona József: Bánk bán.... Melinda
- Katona József – Spiró György: Jeruzsálem pusztulása.... Mária
- Molnár Ferenc: Az üvegcipő.... Keczeli Ilona
- Molnár Ferenc: A hattyú.... Sibensteyn grófné
- Bródy Sándor: A tanítónő.... Nagyasszony
- Hunyady Sándor: Feketeszárú cseresznye.... Parasztasszony
- Hunyady Sándor: A három sárkány.... Júlia
- Móricz Zsigmond: 	Nem élhetek muzsikaszó nélkül.... Veronika, víg özvegy
- Móricz Zsigmond – Kocsák Tibor – Miklós Tibor: Légy jó mindhalálig.... Gazdasszony
- Szép Ernő: Vőlegény.... Nusi, táncosnő a Casinóból
- Szép Ernő: Patika.... Ignácné
- Barta Lajos: Szerelem.... Nelli
- Tersánszky Józsi Jenő: Kakuk Marci.... Csuriné, ószeres
- Heltai Jenő: A néma levente.... Nardella, a királyné dajkája
- Füst Milán: Catullus.... szereplő
- Hubay Miklós: A túsz-szedők.... Heléna
- Kamondy László: Lány az aszfalton.... Judit
- Németh László: Bodnárné.... Lakkné
- Örkény István: Macskajáték.... Egérke
- Szakonyi Károly: Adáshiba.... Bódogné
- Schwajda György:	Rákóczi tér.... Pszi-hé
- Schwajda György:	A rátóti legényanya.... A tanítóné
- Bereményi Géza: A jéghegyek lovagja.... Bergthóra
- Fábri Péter: Rinaldó Rinaldini.... Olympia, igen tevékeny hölgy
- Forgách András: Vásott kölyök.... Mama; Mariette; Hölgy
- Koltai Róbert – Nógrádi Gábor: Sose halunk meg.... Deutch néni; Lola
- Kiss József: Hol a pénz?.... Kamilla, úriasszony
- Matuz János: Erik, a viking.... Thorfinn anyja; Ingemut felesége
- Nóti Károly: Hyppolit, a lakáj.... Schneiderné
- Szirmai Albert – Bakonyi Károly – Gábor Andor: Mágnás Miska.... Marcsa, mosogatólány; Anasztázia, főkomorna; Lotti Tanti
- Frederick Loewe – Alan Jay Lerner: My Fair Lady.... Mrs. Higgins
- Dale Wasserman – Mitch Leigh – Joe Darion: La Mancha lovagja.... Maria; Fogadósné
- Jacobi Viktor: Leányvásár.... Berta, Jack felesége
- Kálmán Imre: Zsuzsi kisasszony.... Mimóza
- Huszka Jenő: Lili bárónő.... Illésházy Christina
- Romhányi József – Fényes Szabolcs: Hamupipőke.... Aranyka; Hétzsákné

## Filmek, tévéjátékok, tévéfelvételek
- Csontváry (tévéfilm, 1975)
- Havasi selyemfiú (magyar tévéfilm, 1978.)
- Zikovék (színházi előadás tévéfelvétele. 1981.)
- William Shakespeare: Cymbeline (színházi előadás tévéfelvétele. 1982.)
- Régimódi történet (sorozat, 2006.)
- Bródy Sándor: A tanítónő (színházi előadás tévéfelvétele. 2010.)
- Megdönteni Hajnal Tímeát ( magyar vígjáték, 2014.)

## Rendezése
- Móra Ferenc – Solti Gábor: Kincskereső kisködmön (Polgári Kézműves Színkör)